# کوکو (ترانه پیودی‌پای)
«کوکو» (به انگلیسی: Coco) یک ترانه دیس طنز است که توسط یوتیوبر سوئدی پیودی‌پای خوانده و منتشر شده‌است. این ترانه یک دیس مستقیم به کانال یوتیوب آمریکایی کوکوملون است و به سیکس‌ناین و رقابت پیودی‌پای در مقابل تی-سریز ارجاع‌های واضحی می‌کند. ترانه و موزیک ویدئو نخستین بار در ۱۴ فوریه ۲۰۲۱ در یوتیوب پخش شد. تنها چهار روز پس از انتشار، در ۱۸ فوریه یوتیوب موزیک ویدئو «کوکو» را به دلیل «نقض شرایط و خدمات» حذف کرد. با این حال، از ۲۲ مارس ۲۰۲۱، ترانه در سرویس‌های استریم در دسترس است.

## زمینه

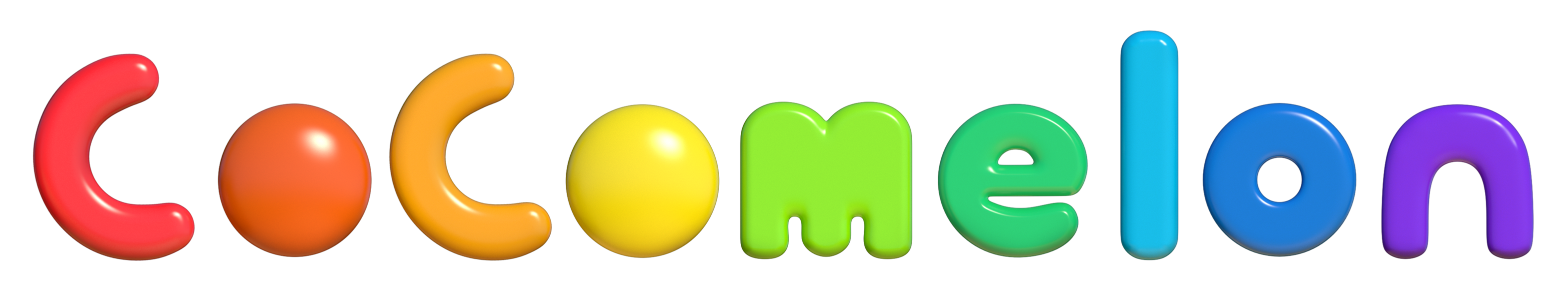
لوگو کانال یوتیوب کوکوملون

نام ترانه، «کوکو» از چهار حرف اول کانال یوتیوب کوکوملون گرفته شده که ترانه عمدتاً بر روی آن دیس می‌کند.
در ماه‌های نزدیک به انتشار ترانه، کانال یوتیوب کوکوملون به تعداد مشترکین پیودی‌پای نزدیک شده بود و انتظار می‌رفت که به زودی از او پیشی بگیرد و به دومین کانال پرمشترک یوتیوب تبدیل شود. سرانجام تعداد مشترکین کوکوملون در ۲۵ آوریل همان سال از او پیشی گرفت. در پایان آهنگ، پیودی‌پای می‌گوید: «من فقط می‌نوازم، کوکو؛ تو می دانی که دوستت دارم»، که اشاره ای به امینم خواننده رپ آمریکایی است، او در ترانه‌های «Kill You» و «کیل‌شات» از عبارت «من فقط می‌نوازم می دانی که دوستت دارم» استفاده کرده بود.

## اشعار
در این آهنگ، پیودی‌پای بیان می‌کند که چرا نگاه منفی به شرکت‌هایی که از الگوریتم یوتیوب جهت هدف قرار دادن کودکان سوء استفاده می‌کنند، دارد. همچنین به سیکس‌ناین، جی. کی. رولینگ، Mojo Jojo از The Powerpuff Girls و رقابت قبلی پیودی‌پای در مقابل تی-سریز ارجاع می‌کند. تهیه‌کننده نسخه بی کلام ترانه و آکاپلا رسمی را در همان روز موزیک ویدیو در یوتیوب آپلود کرد.

### دیس مستقیم کوکوملون
پیودی‌پای کوکوملون را مستقیماً دیس می‌کند. مانند عبارت «حتی خنده‌دار نیست و سرت واقعاً بزرگ است»، که اشاره به هنر و سبک انیمیشن ویدیوهای کوکوملون دارد. پیودی‌پای در ویدیویی که در ژوئن ۲۰۲۰ آپلود شد از آن انتقاد کرد و اشاره کرد که سر شخصیت‌ها در مقایسه با بدن، به‌طور نامتناسبی بزرگ به نظر می‌رسند. سطرهای دیگر عبارتند از: «مخاطبان تو فقط یک مشت باکره مادر به خطار هستند» و «پشت گوش‌هایت را بشور (خوب)، سپس چشمانت را آبکش کن» که ارجاع به ویدئو «ترانه حمام» کوکوملون دارد. او همچنین به والدین می‌تازد و می‌گوید: «بچه‌ها قبل از اینکه بتوانند صحبت کنند و مغزشان در حال رشد است، می‌بایست وقتی مادرشان خواب است [ویدئوهای کوکوملون] را تماشا کنند، قبل از اینکه آنها راه رفتن یاد بگیرند، سابسکرایت کردن را یادمی‌گیرند.».

### دیس مستقیم سیکس‌ناین
علیرغم اینکه ترانه در مورد کوکاملون است، شامل سطرهای متعددی دربارهٔ خواننده رپ آمریکایی سیکس‌ناین است، از جمله «رنگ سرب نخورید وگرنه گریه خواهید کرد (گریه کنید، گریه کنید) / سپس مغز شما مانند سیکس‌ناین (نه، نه) می‌شود.» و او را یک «کسخل قوزک مانیتور پوش» و «خبرچین» خطاب کرد. در پایان ترانه، پیودی‌پای سیکس‌ناین را به یک «مبارزه قانونی» دعوت کرد. همچنین او در یک خط به شکایت جنسی یک کودک از سیکس‌ناین اشاره می‌کند و به بچه‌ها می‌گوید که بعد از حمام مراقب او باشند.

### دیس مستقیم جی.کی. رولینگ
پیودی‌پای جی. کی. رولینگ را هدف قرار داد و گفت: «من هری پاتر را اسپویل می‌کنم؛ صبر کنید، جی کی قبلاً این کار را کرده‌است.»

### دیس مستقیم تی-سریز
پیودی‌پای تی-سریز را دیس کرد و گفت: «آخرین باری که من دیس کردم، دولت مجبور شد مرا در لیست سیاه قرار دهد» که اشاره به مسدود کردن ترانه‌های قبلی پیودی‌پای شامل لازانیا هرزه و تبریک توسط دولت هند دارد.

## موزیک ویدئو
موزیک ویدیو در ۱۴ فوریه ۲۰۲۱ همراه با ترانه منتشر شد. پیودی‌پای در محیط‌های رنگی ساده حضور دارد. در پشت لوازم‌هایی با رنگ‌های پر جنب و جوش بر روی پس‌زمینهٔ سفید تزئین شده‌اند، پیودی‌پای یک ژاکت قرمز رنگ به تن دارد که اشاره ای به لباس فرد راجرز در برنامه محلهٔ آقای راجرز است. صحنه بعد پیودی‌پای با لباس استتار در مقابل پس زمینه آبی و سفید نشان داده می‌شود. پیودی‌پای بعداً در یک ویدیو تأیید کرد که این یک اشاره به فیلم غلاف تمام‌فلزی است. در ادامه صحنه ای وجود دارد که پیودی‌پای در آن لباس سامورایی پوشیده و در پایان پیودی‌پای با یک کت و شلوار در کنار یک کت بارانی همراه یک تبر نشان داده می‌شود که به فیلم روانی آمریکایی اشاره دارد. برخی از صحنه‌ها پیودی‌پای همراه با بچه‌ها است و برخی صحنه‌ها با گروهی از آنها. برخی از کودکانی که در این موزیک ویدیو حضور دارند، فرزندان اکسیژن بیتس، تهیه‌کننده این ترانه هستند. قسمتی از موزیک ویدیو پیودی‌پای چند هندوانه را با سلاح‌های مختلف از بین می‌برد که اشاره به لوگوی کوکوملون که ترکیبی از تلویزیون و هندوانه است دارد. در زمان حذف این ترانه توسط یوتیوب، بیش از ۱۱ میلیون بازدید گرفت.

## بازتاب‌ها

### مناقشه‌ها
در این موزیک ویدئو، صحنه‌های مختلفی وجود دارد که در آن پیودی‌پای در مقابل کودکان فحاشی می‌کند، و سپس کودکان آن جمله‌ها را برای او تکرار می‌کنند. این موضوع باعث ایجاد نگرانی‌هایی در مورد کودک‌آزاری و قلدری کودکان شد. یک روز پس از انتشار موزیک ویدیو، پیودی‌پای طی یک استریم زنده تأیید کرد که از نسخه سانسور شده ترانه برای ضبط موزیک ویدئو استفاده شده و در هنگام ضبط، او در مقابل بچه‌ها فحاشی نکرده‌است. اکسیژن بیتس، تهیه‌کننده این ترانه، در مورد این موزیک ویدیو اظهار داشت که بچه‌ها فحش ندادند.

### نقض خط مشی و حذف
در ۱۸ فوریه ۲۰۲۱، این موزیک ویدیو به دلیل نقض سیاست‌های یوتیوب در مورد آزار و اذیت و قلدری توسط یوتیوب حذف شد. در پاسخ به یکی از طرفداران، یوتیوب در توییتر اعلام کرد که «خط مشی‌های ما محتوایی که منجر به خلق الگوهای آزار و اذیت در داخل و خارج از پلتفرم می‌شود، ممنوع می‌کند. پس از بررسی، ما ویدیوی مورد نظر را به دلیل نقض آن خط مشی‌ها حذف کردیم، زیرا آن تشویق کننده رفتارهای توهین آمیز بودند.»، در سیاست‌های یوتیوب، به صراحت نوشته شده که «دیس ترک» ها از سیاست‌های مذکور مستثنی هستند ولی ویدئو حذف شد.

## جمله‌ها
1. ↑  I'm just playing, Coco; you know I love you
2. ↑  I'm just play (x); you know I love you
3. ↑  It's not even funny and your head is really big
4. ↑  Your audience is just a bunch of motherfucking virgins
5. ↑  Scrub behind your ears (Okay), then you rinse your eyes
6. ↑  Babies must be viewing when their mommy is asleep, while their brain is developing, before they can talk. They learn to subscribe before they can walk
7. ↑  Don't eat lead paint or you'll cry (cry, cry) / Then your brain will end up like 6ix9ine (nine, nine)
8. ↑  ankle-monitor-wearing cunt (اشاره به پای بند الکترونیکی که در مچ پا جهت نظارت بر مجرمان می‌بندند)
9. ↑  I'll spoil Harry Potter; wait, J.K. already did that
10. ↑  Last time that I dissed, it took a government to blacklist me